# Chilocorinae
Sous-famille
Les Chilocorinae sont une sous-famille d'insectes coléoptères de la famille des coccinelles.

## Liste des tribus, genres et espèces
Selon ITIS (29 août 2014) :
- genre Arawana Leng, 1908
- genre Axion Mulsant, 1850
- genre Brumoides Chapin, 1965
- genre Brumus Mulsant, 1850
- genre Chilocorus Leach, 1815
- genre Curinus Mulsant, 1850
- genre Egius Mulsant, 1850
- genre Exochomus Redtenbacher, 1843
- genre Halmus Mulsant, 1850
- genre Orcus Mulsant, 1850
- genre Platynaspis Redtenbacher, 1844
- genre Telsimia Casey, 1899

Selon NCBI (29 août 2014) :
- tribu Chilocorini
  - genre Axion
  - genre Brumoides
    - Brumoides suturalis

  - genre Chilocorus
    - Chilocorus bipustulatus
    - Chilocorus chalybeatus
    - Chilocorus nigritus
    - Chilocorus politus
    - Chilocorus renipustulatus
    - Chilocorus rubidus
    - Chilocorus stigma

  - genre Curinus
    - Curinus coeruleus

  - genre Exochomus
    - Exochomus nigropictus
    - Exochomus quadripunctulatus
    - Exochomus quadripustulatus

  - genre Halmus
    - Halmus chalybeus
    - Halmus coelestris

  - genre Orcus
    - Orcus bilunulatus
    - Orcus lafertei

  - genre Phaenochilus
  - genre Trichorcus
- tribu Platynaspidini
  - genre Platynaspis
    - Platynaspis capicola
    - Platynaspis hainanensis
    - Platynaspis luteorubra
    - Platynaspis maculosa
- tribu Telsimiini
  - genre Telsimia
    - Telsimia nitida